# Jed Rubenfeld
Pour les articles homonymes, voir Rubenfeld.
Jed Rubenfeld, né en 1959 à Washington (district de Columbia), est un professeur de droit et un écrivain américain, auteur de roman policier.

## Biographie
Il détient un baccalauréat en philosophie, avec mention honorifique, de l'université de Princeton, ainsi qu'un diplôme de la Faculté de droit de Harvard.
Il est professeur de droit à la Yale Law School.
Il est l'époux d'Amy Chua, également professeur de droit et écrivain. Le couple a deux filles.

## Œuvres

### Ouvrages juridiques
- Freedom and Time : A Theory of Constitutional Self-Government, 2001
- Against Lemuel, 2003
- Revolution by Judiciary : The Structure of American Constitutional Law, 2005
- The Triple Package : How Three Unlikely Traits Explain the Rise and Fall of Cultural Groups in America, 2014, avec Amy Chua

### Romans policiers
- The Interpretation of Murder, 2006 L'Interprétation des meurtres, traduit par Carine Chichereau, Paris, Éditions Panama, 2007  (ISBN 978-2-7557-0192-0) ; réédition, Paris, Pocket no 13611, 2009  (ISBN 978-2-266-18124-2)
- The Death Instinct, 2010 L'Origine du silence, traduit par Carine Chichereau, Paris, Fleuve noir, 2011  (ISBN 978-2-265-09253-2) ; réédition, Paris, Pocket no 15049, 2013  (ISBN 978-2-266-22042-2)